# Bodorfa
Bodorfa es un pueblo ubicado en el distrito de Sümeg, en el condado de Veszprém, Hungría.

## Superficie
Posee una superficie de 2,220 kilómetros cuadrados.

## Demografía
Hasta 2019 la población era de 80 habitantes, con una densidad de población de 36,04 habitantes por kilómetro cuadrado.